# Martin Braithwaite
Martin Christensen Braithwaite (Esbjerg, 5 de junho de 1991) é um futebolista dinamarquês que atua como centroavante. Atualmente joga no Grêmio.

## Carreira
Martin Braithwaite começou a carreira no Esbjerg fB. 

### Esbjerg fB
Braithwaite começou na academia de Sædding-Guldager Idrætsforening (SGI), após o que ingressou no maior clube de sua cidade, Esbjerg fB. Ele passou um curto período na academia de desportos do FC Midtjylland , antes de voltar para Esbjerg, assinando um contrato juvenil de três anos em 2007. 
Durante sua segunda passagem na academia de Esbjerg, Braithwaite passou por testes com Reggina e Newcastle United. Ele finalmente estreou no Esbjerg em 2009, fazendo 63 aparições na Superliga pelo clube e marcando 12 gols, incluindo nove na temporada 2012–13, durante os quais ele apareceu em todos os jogos da liga pelo clube. Ele venceu a Copa da Dinamarca com o clube em 2012–13, marcando dois gols na vitória nas meias-finais da segunda mão sobre o Brøndby IF.
Após as exibições impressionantes de Esbjerg na temporada de primavera da Superliga Dinamarquesa de 2013 e na Copa da Dinamarca, ele foi convocado para a Seleção Dinamarquesa no verão de 2013. Ao mesmo tempo, havia rumores de que ele estava atraindo o interesse de vários europeus. clubes, incluindo Auxerre, Rennes, Celtic e Hull City. 

### Toulouse
Em 14 de agosto de 2013, enquanto estava em serviço nacional por um amistoso contra a Polónia, a Danish Broadcasting Corporation informou que Braithwaite havia sido vendido ao clube francês Toulouse por um valor estimado de 15 milhões de DKK (cerca de 2 milhões de euros). Martin Braithwaite começou a partida e marcou o segundo gol da Dinamarca.

### Middlesbrough
Em 13 de julho de 2017, Martin Braithwaite assinou um contrato de quatro anos com o clube da EFL Championship, Middlesbrough, por uma taxa não revelada, estimada em cerca de 9 milhões de libras. Sob a administração inicial de Garry Monk, ele se tornou a terceira contratação do clube na temporada, depois de Jonny Howson e Cyrus Christie.   
Braithwaite estreou-se na liga pelo clube em 5 de agosto de 2017 no Estádio Molineux, onde o Middlesbrough foi derrotado por 1-0 pelo Wolverhampton Wanderers. Ele marcou seu primeiro gol pelo clube em 30 de setembro de 2017, em um empate por 2 a 2 contra o Brentford no Riverside Stadium.  

### Empréstimo ao Bordeaux
Martin Braithwaite foi emprestado ao Bordeaux em 31 de janeiro de 2018 pelo resto da temporada. 

### Retorno ao Middlesbrough
Ele retornou a Middlesbrough para a temporada 2018–2019. No entanto, enquanto o Martin Braithwaite começou a temporada em Middlesbrough, ele rapidamente expressou seu desejo de deixar o clube e ir para a Espanha para jogar. Isso foi para grande consternação de seu gerente no Middlesbrough, Tony Pulis. Sem sucesso ao deixar o clube na janela de transferências do verão de 2018, Martin Braithwaite jogou a primeira metade da temporada pelo Middlesbrough, marcando três gols em 18 jogos.

### Leganés
Martin Braithwaite se juntou ao Leganés, no início da janela de transferências de janeiro de 2019 em um acordo de empréstimo até o final da temporada. Ele estreou na La Liga em 12 de janeiro, na vitória por 1 x 0 contra o Huesca, substituindo Guido Carrillo nos últimos 26 minutos e marcou seu primeiro gol quatro dias depois em 1-0 vitória em casa na Copa del Rey contra o Real Madrid.
Martin Braithwaite marcou seu primeiro gol na liga com uma derrota por 1 a 3 no Barcelona em 20 de janeiro de 2019 e terminou a campanha com quatro gols em 19 jogos na liga. Em 24 de julho, ele concordou em um contrato permanente de quatro anos com os Pepineros por uma taxa de 5 milhões de euros, tornando-se o segundo jogador mais caro da história do clube.   

### Barcelona

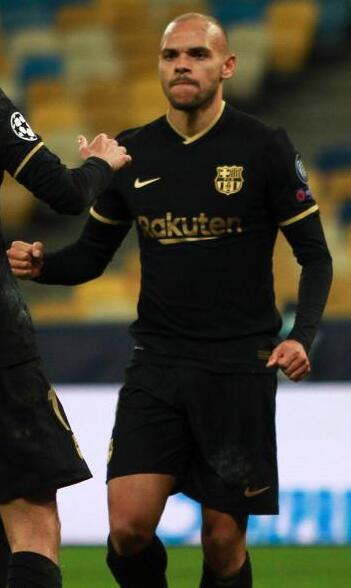
Martin pelo Barcelona em 2020.

Em 20 de fevereiro de 2020, o Barcelona ativou a cláusula de liberação de Braithwaite de €18 milhões e o contratou por um contrato de quatro anos e meio. Sua cláusula de rescisão foi fixada em €300 milhões.
O Barcelona obteve uma exceção de emergência para contratá-lo fora da janela de transferências devido à lesão de longo prazo de Ousmane Dembélé. Dois dias após a assinatura, Braithwaite estreou em uma partida em casa contra Eibar, entrando como substituto no 72º minuto. Ele ajudou a marcar o quarto e o quinto gols na vitória por 5 a 0, ambos após deflexões. Em 13 de junho de 2020, Martin marcou seu primeiro gol pelos Culés após uma assistência de Lionel Messi em uma vitória por 4 a 0 contra o Mallorca.
Em 24 de novembro de 2020, Braithwaite marcou seus dois primeiros gols na Liga dos Campeões em uma vitória por 4 a 0 fora de casa sobre o Dynamo Kyiv, uma partida na qual também deu uma assistência, na temporada 2020–21. Em 2 de dezembro, ele marcou seu terceiro gol na competição no primeiro tempo da partida contra o Ferencváros. Em 3 de março de 2021, ele marcou o gol da vitória em uma vitória por 3 a 0 sobre o Sevilla na prorrogação para garantir o lugar do Barcelona na Final da Copa do Rei de 2021.
Em 15 de agosto de 2021, Braithwaite marcou dois gols e deu uma assistência para o gol do companheiro Sergi Roberto na partida de abertura da temporada 2021–22 do Barcelona; uma vitória em casa por 4 a 2 contra a Real Sociedad. No mês seguinte, ele foi afastado por três a quatro meses devido a uma lesão de cartilagem no joelho contra o Getafe; os companheiros atacantes Dembélé, Ansu Fati e Sergio Agüero já estavam lesionados, enquanto Messi tinha saído e Antoine Griezmann estava emprestado.
Em 1º de setembro de 2022, Braithwaite rescindiu seu contrato com o Barcelona imediatamente.

### Espanyol
Em 1º de setembro de 2022, Braithwaite assinou um contrato de três anos com o Espanyol como agente livre. Em 4 de setembro, ele marcou um gol em sua estreia em uma vitória por 1 a 0 fora de casa sobre o Athletic Bilbao.
Após o rebaixamento do clube na temporada 2022–23, Braithwaite deixou o acampamento de pré-temporada do clube em Marbella sem aviso prévio devido ao seu desejo de não jogar na Segunda División e possivelmente considerar a aposentadoria. Em discussão sobre ação disciplinar, o Espanyol ofereceu o atacante ao Osasuna com uma possível troca por Kike García. Os representantes de Braithwaite fizeram ofertas para clubes da Ligue 1 com o Lens e o Metz tendo suas ofertas rejeitadas por não atenderem aos seus termos.
Apesar de não ter o desejo incialmente, o jogador permaneceu no clube catalão para disputa da Segunda Divisão Espanhola da temporada 2023–24. Lá, fizera 39 partidas e notou 22 gols, terminando a época como o artilheiro da competição.
Apesar dos gols, o time não conseguiu vaga direta na tabela e teve de ir aos play-offs para conseguir seu aceso. Apesar de não ter feito gols nas quatro partidas que disputou nesse período, Martin viu o Espanyol conquistar a vaga vencendo o Real Oviedo na decisão.
Após essa grande temporada, o jogador executou uma cláusula em seu contrato que rescindia-o imediatamente. A notícia causou surpresa aos adeptos, já que o próprio clube tinha feito uma publicação em suas redes sociais desejando "bom dia" para seus torcedores com uma imagem do jogador que havia chegado nas dependências do clube para se preparar para pré-temporada. Porém, três horas depois, foi anunciado oficialmente a saída do dinamarquês do elenco.

### Grêmio
Braithwaite foi anunciado como o novo reforço do Grêmio em 22 de julho de 2024. Sua chegada ao clube gaúcho foi recebida com entusiasmo tanto pelos torcedores quanto pela diretoria.
Em seu primeiro jogo, participou de todos os quatro gols da partida. Inicialmente, acertou a bola na trave e ela, ao retornar do objeto, voltou para Gustavo Nunes abrir o placar. No segundo tempo, em um escanteio para o Cuiabá, a bola foi desviada em Martin e entrou para o fundo da rede assinalando um gol contra. No entanto, Braithwaite se redimiu e marcou um doblete, garantindo assim a vitória do Imortal em sua estreia pelo Brasileirão.
Encerrou sua primeira temporada pelo Imortal superando certa desconfiança, por ser um nome de grife. Mas ele deu uma resposta imediata, virou titular rapidamente e foi fundamental na luta contra o rebaixamento. Foram 8 gols em 20 partidas. Em 21 de julho de 2025, o Grêmio oficializou a renovação do contrato de Martin Braithwaite. O dinamarquês assinou um contrato válido até o fim de 2027 com o clube gaúcho.

## Seleção

### Dinamarca
Martin estreou na Seleção Dinamarquesa em um amistoso em junho de 2013. Na ocasião, fizera 61 minutos contra a Geórgia em uma vitória por 2 a 1. Dois meses depois, enfrentando a Polônia, fizera seu primeiro gol em outra partida amistosa; o jogo, porém, terminou 3 a 2 para os adversários.

### Copa do Mundo de 2018
Após continuar sendo convocado para Seleção ao longo dos anos, mas sem se classificar para competições continentais ou mundiais, a Dinamarca conseguiu vaga na Copa do Mundo de 2018 após classificação nos play-offs. Martin estreou na competição na primeira rodada da Fase de Grupos, mas não marcou nenhum gol contra o Peru. O jogador deixou a Rússia, país sede do torneio, sem ter participado de nenhum gol e eliminado nas oitavas de final para Croácia.

### Euro 2020
Martin foi convocado para Dinamarca para jogar a primeira Eurocopa de sua carreira, após a Seleção não se classificar para edição de 2016. Na competição, Braithwaite foi titular em todos os jogos e marcou um gol em uma goleada de 4 a 0 diante o País de Gales nas oitavas de final.
Nas semifinais, porém, enfrentaram a Inglaterra e foram eliminados na prorrogação após os ingleses os superarem com um placar de 2 a 1.

### Copa do Mundo de 2022
Após mais convocações constantes, Martin chegou a integrar o elenco dinamarquês pela segunda vez em uma Copa do Mundo. Ele fizera somente dois jogos na competição e os europeus deram adeus ao torneio ainda na primeira fase após conquistarem somente um ponto.
Após a Copa, o jogador chegou a estar em campo em algumas partidas das Qualificatórias para Euro de 2024. Porém, com a ascensão de Rasmus Højlund como centroavante dinamarquês, o jogador passou a não ser preterido pelo treinador Kasper Hjulmand e parou de ser convocado em outubro de 2023, também ficando de fora da Eurocopa.

## Títulos

#### Esbjerg fB
- Copa da Dinamarca: 2012–13

#### Barcelona
- Copa do Rei: 2020–21

Grêmio
- Recopa Gaúcha 2025

### Artilharia
- Artilheiro da La Liga 2: 2023–24 (22 gols)